# Danh sách tiểu hành tinh: 18701–18800
| Tên                | Tên đầu tiên | Ngày phát hiện       | Nơi phát hiện                      | Người phát hiện                      |
| ------------------ | ------------ | -------------------- | ---------------------------------- | ------------------------------------ |
| 18701 -            | 1998 HB57    | 21 tháng 4 năm 1998  | Socorro                            | LINEAR                               |
| 18702 Sadowski     | 1998 HG68    | 21 tháng 4 năm 1998  | Socorro                            | LINEAR                               |
| 18703 -            | 1998 HN68    | 21 tháng 4 năm 1998  | Socorro                            | LINEAR                               |
| 18704 Brychristian | 1998 HF87    | 21 tháng 4 năm 1998  | Socorro                            | LINEAR                               |
| 18705 -            | 1998 HX88    | 21 tháng 4 năm 1998  | Socorro                            | LINEAR                               |
| 18706 -            | 1998 HV93    | 21 tháng 4 năm 1998  | Socorro                            | LINEAR                               |
| 18707 Annchi       | 1998 HO96    | 21 tháng 4 năm 1998  | Socorro                            | LINEAR                               |
| 18708 Danielappel  | 1998 HT97    | 21 tháng 4 năm 1998  | Socorro                            | LINEAR                               |
| 18709 Laurawong    | 1998 HE99    | 21 tháng 4 năm 1998  | Socorro                            | LINEAR                               |
| 18710 -            | 1998 HF100   | 21 tháng 4 năm 1998  | Socorro                            | LINEAR                               |
| 18711 -            | 1998 HL100   | 21 tháng 4 năm 1998  | Socorro                            | LINEAR                               |
| 18712 -            | 1998 HN108   | 23 tháng 4 năm 1998  | Socorro                            | LINEAR                               |
| 18713 -            | 1998 HM114   | 23 tháng 4 năm 1998  | Socorro                            | LINEAR                               |
| 18714 -            | 1998 HQ114   | 23 tháng 4 năm 1998  | Socorro                            | LINEAR                               |
| 18715 -            | 1998 HE121   | 23 tháng 4 năm 1998  | Socorro                            | LINEAR                               |
| 18716 -            | 1998 HV121   | 23 tháng 4 năm 1998  | Socorro                            | LINEAR                               |
| 18717 -            | 1998 HZ127   | 18 tháng 4 năm 1998  | Socorro                            | LINEAR                               |
| 18718 -            | 1998 HJ128   | 19 tháng 4 năm 1998  | Socorro                            | LINEAR                               |
| 18719 -            | 1998 HH138   | 21 tháng 4 năm 1998  | Socorro                            | LINEAR                               |
| 18720 Jerryguo     | 1998 HP145   | 21 tháng 4 năm 1998  | Socorro                            | LINEAR                               |
| 18721 -            | 1998 HC146   | 21 tháng 4 năm 1998  | Socorro                            | LINEAR                               |
| 18722 -            | 1998 HF148   | 25 tháng 4 năm 1998  | La Silla                           | E. W. Elst                           |
| 18723 -            | 1998 JO1     | 1 tháng 5 năm 1998   | Haleakala                          | NEAT                                 |
| 18724 -            | 1998 JV1     | 1 tháng 5 năm 1998   | Haleakala                          | NEAT                                 |
| 18725 Atacama      | 1998 JL3     | 2 tháng 5 năm 1998   | Caussols                           | ODAS                                 |
| 18726 -            | 1998 KC2     | 22 tháng 5 năm 1998  | Socorro                            | LINEAR                               |
| 18727 Peacock      | 1998 KW3     | 22 tháng 5 năm 1998  | Anderson Mesa                      | LONEOS                               |
| 18728 -            | 1998 KZ3     | 22 tháng 5 năm 1998  | Anderson Mesa                      | LONEOS                               |
| 18729 Potentino    | 1998 KJ4     | 22 tháng 5 năm 1998  | Anderson Mesa                      | LONEOS                               |
| 18730 -            | 1998 KV7     | 23 tháng 5 năm 1998  | Anderson Mesa                      | LONEOS                               |
| 18731 Vilʹbakirov  | 1998 KW7     | 23 tháng 5 năm 1998  | Anderson Mesa                      | LONEOS                               |
| 18732 -            | 1998 KP19    | 22 tháng 5 năm 1998  | Socorro                            | LINEAR                               |
| 18733 -            | 1998 KV31    | 22 tháng 5 năm 1998  | Socorro                            | LINEAR                               |
| 18734 Darboux      | 1998 MY1     | 20 tháng 6 năm 1998  | Prescott                           | P. G. Comba                          |
| 18735 Chubko       | 1998 MH46    | 23 tháng 6 năm 1998  | Anderson Mesa                      | LONEOS                               |
| 18736 -            | 1998 NU      | 2 tháng 7 năm 1998   | Kitt Peak                          | Spacewatch                           |
| 18737 Aliciaworley | 1998 QP79    | 24 tháng 8 năm 1998  | Socorro                            | LINEAR                               |
| 18738 -            | 1998 SN22    | 23 tháng 9 năm 1998  | Đài thiên văn Zvjezdarnica Višnjan | Đài thiên văn Zvjezdarnica Višnjan   |
| 18739 Larryhu      | 1998 SH79    | 16 tháng 9 năm 1998  | Socorro                            | LINEAR                               |
| 18740 -            | 1998 VH31    | 14 tháng 11 năm 1998 | Oizumi                             | T. Kobayashi                         |
| 18741              | 1998 WB6     | 18 tháng 11 năm 1998 | Kushiro                            | S. Ueda, H. Kaneda                   |
| 18742 -            | 1998 XX30    | 14 tháng 12 năm 1998 | Socorro                            | LINEAR                               |
| 18743 -            | 1998 YD5     | 18 tháng 12 năm 1998 | Caussols                           | ODAS                                 |
| 18744 -            | 1999 AU      | 7 tháng 1 năm 1999   | Oizumi                             | T. Kobayashi                         |
| 18745 San Pedro    | 1999 BJ14    | 23 tháng 1 năm 1999  | Caussols                           | ODAS                                 |
| 18746 -            | 1999 FT20    | 19 tháng 3 năm 1999  | Kitt Peak                          | Spacewatch                           |
| 18747 Lexcen       | 1999 FN21    | 26 tháng 3 năm 1999  | Reedy Creek                        | J. Broughton                         |
| 18748 -            | 1999 GV      | 5 tháng 4 năm 1999   | Đài thiên văn Zvjezdarnica Višnjan | K. Korlević                          |
| 18749 Ayyubguliev  | 1999 GA8     | 9 tháng 4 năm 1999   | Anderson Mesa                      | LONEOS                               |
| 18750 Leonidakimov | 1999 GA9     | 10 tháng 4 năm 1999  | Anderson Mesa                      | LONEOS                               |
| 18751 Yualexandrov | 1999 GO9     | 15 tháng 4 năm 1999  | Anderson Mesa                      | LONEOS                               |
| 18752 -            | 1999 GZ16    | 15 tháng 4 năm 1999  | Socorro                            | LINEAR                               |
| 18753 -            | 1999 GE17    | 15 tháng 4 năm 1999  | Socorro                            | LINEAR                               |
| 18754 -            | 1999 GL21    | 15 tháng 4 năm 1999  | Socorro                            | LINEAR                               |
| 18755 Meduna       | 1999 GS21    | 15 tháng 4 năm 1999  | Socorro                            | LINEAR                               |
| 18756 -            | 1999 GY34    | 6 tháng 4 năm 1999   | Socorro                            | LINEAR                               |
| 18757 -            | 1999 HT      | 18 tháng 4 năm 1999  | Woomera                            | F. B. Zoltowski                      |
| 18758 -            | 1999 HD2     | 19 tháng 4 năm 1999  | Đài thiên văn Zvjezdarnica Višnjan | K. Korlević, M. Jurić                |
| 18759 -            | 1999 HO2     | 20 tháng 4 năm 1999  | Valinhos                           | P. R. Holvorcem                      |
| 18760 -            | 1999 HY7     | 19 tháng 4 năm 1999  | Kitt Peak                          | Spacewatch                           |
| 18761 -            | 1999 HA8     | 20 tháng 4 năm 1999  | Kitt Peak                          | Spacewatch                           |
| 18762 -            | 1999 HC9     | 17 tháng 4 năm 1999  | Socorro                            | LINEAR                               |
| 18763              | 1999 JV2     | 8 tháng 5 năm 1999   | Xinglong                           | Beijing Schmidt CCD Asteroid Program |
| 18764 -            | 1999 JA12    | 13 tháng 5 năm 1999  | Socorro                            | LINEAR                               |
| 18765 -            | 1999 JN17    | 14 tháng 5 năm 1999  | Socorro                            | LINEAR                               |
| 18766 Broderick    | 1999 JA22    | 10 tháng 5 năm 1999  | Socorro                            | LINEAR                               |
| 18767 -            | 1999 JD22    | 10 tháng 5 năm 1999  | Socorro                            | LINEAR                               |
| 18768 Sarahbates   | 1999 JE22    | 10 tháng 5 năm 1999  | Socorro                            | LINEAR                               |
| 18769 -            | 1999 JS24    | 10 tháng 5 năm 1999  | Socorro                            | LINEAR                               |
| 18770 Yingqiuqilei | 1999 JN25    | 10 tháng 5 năm 1999  | Socorro                            | LINEAR                               |
| 18771 Sisiliang    | 1999 JA26    | 10 tháng 5 năm 1999  | Socorro                            | LINEAR                               |
| 18772 -            | 1999 JR34    | 10 tháng 5 năm 1999  | Socorro                            | LINEAR                               |
| 18773 Bredehoft    | 1999 JY36    | 10 tháng 5 năm 1999  | Socorro                            | LINEAR                               |
| 18774 Lavanture    | 1999 JT38    | 10 tháng 5 năm 1999  | Socorro                            | LINEAR                               |
| 18775 Donaldeng    | 1999 JD39    | 10 tháng 5 năm 1999  | Socorro                            | LINEAR                               |
| 18776 Coulter      | 1999 JP39    | 10 tháng 5 năm 1999  | Socorro                            | LINEAR                               |
| 18777 Hobson       | 1999 JA41    | 10 tháng 5 năm 1999  | Socorro                            | LINEAR                               |
| 18778 -            | 1999 JW43    | 10 tháng 5 năm 1999  | Socorro                            | LINEAR                               |
| 18779 Hattyhong    | 1999 JN44    | 10 tháng 5 năm 1999  | Socorro                            | LINEAR                               |
| 18780 Kuncham      | 1999 JY44    | 10 tháng 5 năm 1999  | Socorro                            | LINEAR                               |
| 18781 Indaram      | 1999 JH45    | 10 tháng 5 năm 1999  | Socorro                            | LINEAR                               |
| 18782 Joanrho      | 1999 JJ46    | 10 tháng 5 năm 1999  | Socorro                            | LINEAR                               |
| 18783 Sychamberlin | 1999 JL47    | 10 tháng 5 năm 1999  | Socorro                            | LINEAR                               |
| 18784 -            | 1999 JS47    | 10 tháng 5 năm 1999  | Socorro                            | LINEAR                               |
| 18785 Betsywelsh   | 1999 JV48    | 10 tháng 5 năm 1999  | Socorro                            | LINEAR                               |
| 18786 Tyjorgenson  | 1999 JS53    | 10 tháng 5 năm 1999  | Socorro                            | LINEAR                               |
| 18787 Kathermann   | 1999 JV53    | 10 tháng 5 năm 1999  | Socorro                            | LINEAR                               |
| 18788 Carriemiller | 1999 JX53    | 10 tháng 5 năm 1999  | Socorro                            | LINEAR                               |
| 18789 Metzger      | 1999 JV56    | 10 tháng 5 năm 1999  | Socorro                            | LINEAR                               |
| 18790 Ericaburden  | 1999 JG57    | 10 tháng 5 năm 1999  | Socorro                            | LINEAR                               |
| 18791 -            | 1999 JF58    | 10 tháng 5 năm 1999  | Socorro                            | LINEAR                               |
| 18792 -            | 1999 JL60    | 10 tháng 5 năm 1999  | Socorro                            | LINEAR                               |
| 18793 -            | 1999 JW60    | 10 tháng 5 năm 1999  | Socorro                            | LINEAR                               |
| 18794 Kianafrank   | 1999 JG62    | 10 tháng 5 năm 1999  | Socorro                            | LINEAR                               |
| 18795 -            | 1999 JT63    | 10 tháng 5 năm 1999  | Socorro                            | LINEAR                               |
| 18796 Acosta       | 1999 JH64    | 10 tháng 5 năm 1999  | Socorro                            | LINEAR                               |
| 18797 -            | 1999 JT64    | 10 tháng 5 năm 1999  | Socorro                            | LINEAR                               |
| 18798 -            | 1999 JG65    | 12 tháng 5 năm 1999  | Socorro                            | LINEAR                               |
| 18799 -            | 1999 JZ73    | 12 tháng 5 năm 1999  | Socorro                            | LINEAR                               |
| 18800 Terresadodge | 1999 JL76    | 10 tháng 5 năm 1999  | Socorro                            | LINEAR                               |